# Ensaios da Anitta (álbum)
Ensaios da Anitta é o sétimo álbum de estúdio da cantora brasileira Anitta, lançado em 5 de dezembro de 2024, através da Universal Music e Republic Records. O álbum tem o objetivo de promover o projeto que leva o mesmo nome.

## Promoção

### Singles
"Lugar Perfeito" com Ivete Sangalo foi lançado como primeiro e único single do álbum em 5 de dezembro de 2024.

## Lista de faixas
| Ensaios da Anitta — Edição padrão |                                                 | |                                  |         |  |
| N.º                               | Título                                          | Compositor(es) | Produtor(es)                     | Duração |  |
| 1.                                | "Lugar Perfeito" (com Ivete Sangalo)            | Ivete Sangalo Klismman Romeu R3 Wallace Vianna                                                                                     | Hitmaker Hitzin Radamés Venâncio | 2:32    |  |
| 2.                                | "Imagina" (com Rogerinho e Hitmaker)            | Klismman Rafa Chagas R3 Vanessinha PG Vianna Zack Vox                                                                              | Hitmaker Hitzin                  | 2:45    |  |
| 3.                                | "Perdeu" (com Simone Mendes)                    | André Vieira Bárbara Dias Klismman R3 Tallia Vianna Vox                                                                            | Hitmaker Hitzin                  | 2:25    |  |
| 4.                                | "Sei Que Tu Me Odeia" (com MC Danny e Hitmaker) | Vieira Breder Dias Klismman R3 Vianna Vox                                                                                          | Hitmaker Hitzin                  | 2:40    |  |
| 5.                                | "Chata pra Caralho"                             | Adriano Cintra Anitta Carolina Parra Rodrigo Gorky Luisa Matsushita Maffalda Pablo Bispo Rafael Fadul Raphael Andrade Victor Sarro | Brabo Gorky Maffalda Bispo       | 2:08    |  |
| 6.                                | "Capa de Revista"                               | Anitta Edu K Maffalda Bispo Fadul Andrade Gorky                                                                                    | Brabo Gorky Maffalda Bispo       | 2:22    |  |
| 7.                                | "Sem Freio" (com MC Livinho)                    | Chum Donatto Eleno Henrique Fraga Guga Meyra Rei Delas                                                                             | Los Brasileros Canetaria Donatto | 2:04    |  |
| 8.                                | "Maratona de Jogação" (com Hitmaker)            | Klismman Lary Tallia Vianna | Hitmaker Hitzin                  | 1:53    |  |
| 9.                                | "Eu Vou Ficar"                                  | Batutinha | Hitmaker Hitzin                  | 2:42    |  |
| 10.                               | "Proposta"                                      | Batutinha | Hitmaker Hitzin                  | 2:29    |  |
| 11.                               | "Fica Só Olhando" (Ao Vivo)                     | Batutinha | Hitmaker Hitzin                  | 2:10    |  |
| 12.                               | "Menina Má" (Ao Vivo)                           | Anitta | Hitmaker Hitzin                  | 2:53    |  |
| Duração total:                    | Duração total:                                  | Duração total: | Duração total:                   | 29:08   |  |

## Lançamento
| Região | Data                   | Formato(s)                 | Gravadora(s)                     | Ref.     |
| ------ | ---------------------- | -------------------------- | -------------------------------- | -------- |
| Mundo  | 5 de dezembro de 2024  | Digital download streaming | Universal Music Republic Records | [ 4 ]    |
| Mundo  | 23 de dezembro de 2024 | Digital download streaming | Universal Music Republic Records | 2ª parte |